# Drymarchon margaritae
Espèce
Drymarchon margaritae est une espèce de serpents de la famille des Colubridae.

## Répartition
Cette espèce est endémique de l'île Margarita au Venezuela. Seuls deux spécimens en sont connus.

## Étymologie
Son nom d'espèce lui a été donné en référence au lieu de sa découverte.

## Publications originales
- Roze, 1959 : Una nueva especie del género Drymarchon (Serpientes: Colubridae) de la Isla de Margarita, Venezuela. Novedades Científicas - Contribuciones Ocasionales del Museo de Historia Natural La Salle, vol. 25, p. 1-4.